# Semaeopus paulena
Semaeopus paulena là một loài bướm đêm trong họ Geometridae.